# La Giustiniana

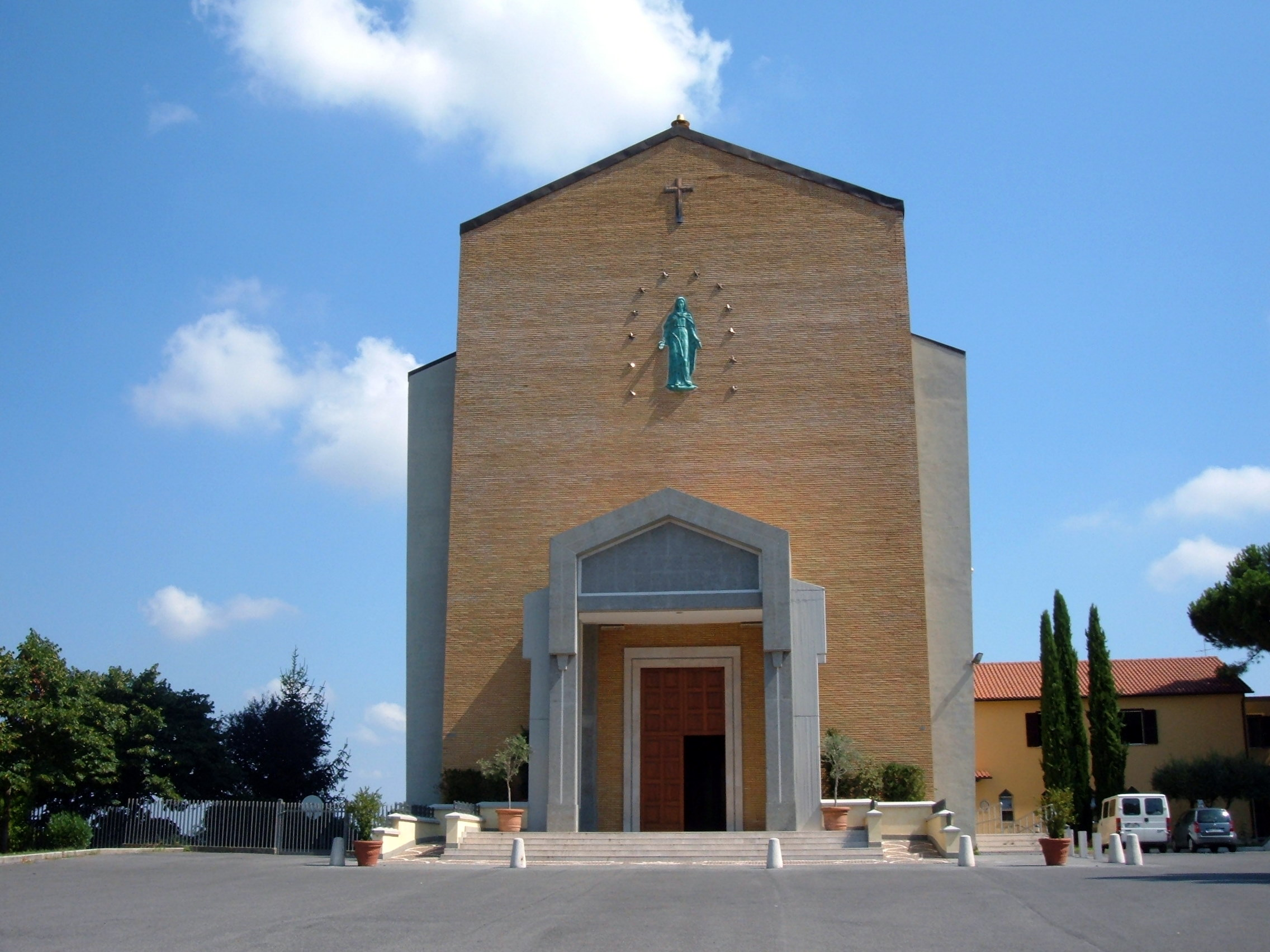
Chiesa di Maria Immacolata

La Giustiniana è la cinquantaquattresima zona di Roma nell'Agro romano, indicata con Z. LIV.
Il toponimo indica anche una frazione di Roma Capitale.

## Geografia fisica

### Territorio
Si trova nell'area nord di Roma, a ridosso ed esternamente al Grande Raccordo Anulare.
La zona confina:
- a nord con le zone Z. LV Isola Farnese[1] e Z. LVIII Prima Porta[2]
- a est con la zona Z. LVII Labaro[3]
- a sud con la zona Z. LIII Tomba di Nerone[4]
- a nord-ovest con la zona Z. LI La Storta[5]

## Monumenti e luoghi d'interesse

### Architetture civili
- Torre Spizzichino, su via Cassia. Torre dell'XI secolo. 41.990319°N 12.398813°E

Torre a pianta quadrangolare con finestre, costruita con selce e calcare. Alta più di 10 metri.
- Borgus Vetus, su via Cassia. Fortificazione del XVII secolo. 41.99053°N 12.39889°E

Insediamento abitativo con cappella, costruito a ridosso della Torre Spizzichino.
- Casale della Giustiniana, su via Cassia all'altezza del bivio con via Trionfale. Casali del XVII secolo. 41.985361°N 12.407041°E
- Ospedaletto Giustiniani, su via dell'Ospedaletto Giustiniani. Casali del XVII secolo. 41.985346°N 12.424966°E
- Casale Buonricovero, su via del Buon Ricovero. Casali del XVII secolo. 41.983867°N 12.420755°E
- Casale Tor Vergata alla Giustiniana, su via della Giustiniana. Casali del XIX secolo. 41.999335°N 12.43369°E
- Ospedaletto dell'Annunziata, su via Veientana. Casali del XIX secolo. 41.986362°N 12.443331°E

### Architetture religiose
Le chiese cattoliche de La Giustiniana fanno parte della diocesi suburbicaria di Porto Santa Rufina.
- Chiesa dell'Immacolata al Casale della Giustiniana, su via Cassia all'altezza del bivio con via Trionfale. Cappella del XVII secolo. 41.985169°N 12.407188°E
- Chiesa della Beata Vergine Maria Immacolata Concezione alla Giustiniana, su via Cassia all'altezza del bivio con via Trionfale. Chiesa del XX secolo. 41.985229°N 12.408526°E

### Siti archeologici
- Necropoli di via d'Avack, necropoli etrusca collegata all'antica città di Veio.
- Villa romana dell'Ospedaletto dell'Annunziata, su via Veientana. Villa del II secolo a.C..[6] 41.987755°N 12.442933°E
- Villa di via Barbarano Romano, su via Barbarano Romano (VIII miglio di via Cassia). Villa del I secolo.[7]

## Infrastrutture e trasporti
|  | È raggiungibile dalla stazione di La Giustiniana. |

## Geografia antropica

### Urbanistica
Nel territorio de La Giustiniana si estende la zona urbanistica 20G Giustiniana e parte della zona urbanistica 20I Santa Cornelia.